# Mord in Greenwich
Mord in Greenwich (Murder in Greenwich) ist ein Filmdrama mit Christopher Meloni aus dem Jahr 2002, basierend auf einem Buch von Mark Fuhrman.

## Handlung
Die 15-jährige Martha Moxley wird im Jahr 1975 in Belle Haven, Connecticut ermordet. Zeitweise werden Mitglieder einer prominenten Familie verdächtigt. Der Fall wird in den Medien bekannt. Die Ermittlungen bringen schließlich keine Ergebnisse.
Der Journalist Mark Fuhrman kommt 22 Jahre später in die Stadt, um ein Buch über den Fall zu schreiben. Er war früher ein Polizist. Fuhrman löst den Fall.

## Kritiken
- David Nusair schrieb auf www.reelfilm.com, dass der Film wie eine Folge einer Mysteryserie wirke. Er lobte Christopher Meloni und Robert Forster, der einen interessanten Charakter darstelle. Die Narration sei unnötig.[1]
- Scott Weinberg schrieb auf efilmcritic.com, dass der Film konstant gedankenlos, ziellos und langweilig sei.[2]

## Auszeichnungen
- Jon Foster und Maggie Grace wurden 2003 für den Young Artist Award nominiert.
- Charles Bornstein wurde 2003 für den American Cinema Editors Award nominiert.

## Dies und Das
Der Film wurde in Neuseeland gedreht.